# كالي يوغا

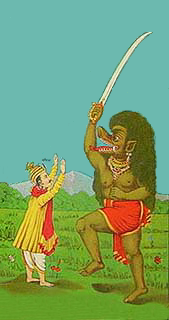
الشيطان كالي

كالي يوغا (कलियुग، أي «العهد الأسود أو عهد الحديد») هو آخر من أربع مراحل يمر بها العالم كجزء من دورة يوغا التي وصفتها الكتب المقدسة الهندية. الكالي يوغا هو الطور الرابع من دور الماها يوغا الذي يساوي بمجمله عشرة أضعاف هذا الطور.

## اقرأ أيضاً
- هندوسية